# يوتا تاكي
يوتا تاكي (باليابانية: 滝 裕太) (29 أغسطس 1999 في شيزوكا في اليابان – )؛ هو لاعب كرة قدم سابق كان يلعب كلاعب وسط.

## وصلات خارجية
- يوتا تاكي على موقع رابطة كرة القدم اليابانية للمحترفين (اليابانية)
- يوتا تاكي على موقع قاعدة بيانات كرة القدم.إي يو (الإنجليزية)
- يوتا تاكي على موقع Soccerway.com (الإنجليزية)
- يوتا تاكي على موقع عالم كرة القدم.نت (الإنجليزية)